# سیل دریای شمال در سال ۱۹۵۳
سیل دریای شمال در سال ۱۹۵۳ (انگلیسی: North Sea flood of 1953) سیل بزرگی بود که توسط طوفان شدید در پایان روز شنبه ۳۱ ژانویه ۱۹۵۳ و صبح روز بعد ایجاد شد. این طوفان هلند، شمال غرب بلژیک، انگلستان و اسکاتلند را درنوردید.